# Spittelmarkt
Spittelmarkt är ett torg i centrala Berlin, beläget i stadsdelen Mitte. I anslutning ligger tunnelbanestationen Spittelmarkt.
Spittelmarkt ansluter i väster till genomfartsgatan Leipziger Strasse och i öster till Gertraudenstrasse i riktning mot Mühlendamm. Denna genomfartsgata utgör en del av Bundesstrasse 1 genom centrala Berlin.

## Historia
Platsen låg under medeltiden utanför den dåvarande stadsporten Teltower Tor, senare kallad Gertraudentor som givit namn åt dagens Gertraudenstrasse. Omkring år 1400 anlade S:ta Gertruds klosterstiftelse ett hus här och 1411 ett kapell för adliga jungfrur. Huset fungerade som karantänboende för vandrare och hantverkargesäller och utvecklades med tiden till ett fattighus och hospital för medellösa och sjuka borgare från de medeltida dubbelstäderna Cölln och Berlin. Efter att Berlins renässansfästningsverk rivits uppstod här en fri yta som var en trafikknutpunkt och användes för marknader. Från mitten av 1700-talet förekommer beteckningen Spittelmarkt i stadens handlingar, ett namn som syftar på hospitalet. Det medeltida hospitalet brann ner 1641, men kapellet stod kvar och platsen kallades fram till 1700-talet även Am Gertraudtenkirchhof eller An der Gertraudtenbrücke. Från 1700-talet till 1862 användes även namnet Spittelmarktstrasse.
Omkring torget inkvarterades under 1700-talet det preussiska 26:e infanteriregementet. I samband med Berlins snabba tillväxt under andra halvan av 1800-talet revs den nya hospitalsbyggnaden och kapellet för att 1872 istället flyttas till Wartenburgstrasse i nuvarande Kreuzberg. Delar av hospitalkyrkans inredning finns idag bevarad där. I slutet av 1800-talet uppstod en sammansatt kringbebyggelse med bostadshus och butiker. Vid denna tidpunkt hade gatorna Niderwallstrasse, Wallstrasse, Gertraudenstrasse, Seydelstrasse och Beuthstrasse sin början här. Denna 1800-talsbebyggelse förstördes eller skadades under andra världskrigets slut. 
Från sommaren 1945 inleddes uppröjningsarbetena vid Spittelmarkt och under DDR-tiden på 1960- och 1970-talen bebyggdes de kringliggande tomterna. Många av de tidigare anslutande gatorna skars av genom uppförandet av nya butiks- och bostadskvarter och mer utrymme gavs åt den öst-västliga genomfartstrafiken. Arkitekten Eckart Schmidt ritade Exquisit-Boutiqe, uppförd 1978, och bostadshuset Spitteleck. Den historiska Spindlerbrunnen återställdes till sin ursprungliga placering på torget.
Efter Tysklands återförening uppförde Östra Tysklands sparbanks- och giroförbund från 1996 till 1998 ett 20-våningars kontorshus som idag dominerar torget, och i början av 2000-talet bebyggdes även flera tomter på nordsidan. Exquisit-Boutique-huset revs 2009 efter att dessförinnan varit en Ebbinghaus-butik. Strax intill platsen ligger sedan 2010 ett hotell.